# 복수무정
《복수무정》(영어: Hard to Kill)은 미국에서 제작된 브루스 맬머스 감독의 1990년 액션 스릴러 영화이다. 스티븐 시갈 등이 출연하였고, 게리 애덜슨 등이 제작에 참여하였다.

## 출연진
- 스티븐 시갈
- 켈리 러브록
- 윌리엄 새들러
- 프레더릭 코핀
- 브랜즈컴 리치먼드
- 딘 노리스
- 로버트 러사도
- 어니 라이블리

## 기타 제작진
- 공동 제작: 조너선 샤인버그
- 배역: 글렌 대니얼스
- 미술: 롭 윌슨 킹

## 우리말 녹음
MBC 성우진 (1993년 5월 15일)
- 양지운 - 메이슨 스톰(스티븐 시갈)
- 최성우 - 앤디(켈리 러브록)
- 한규희 - 버넌(윌리엄 새들러)
- 탁재인 - 케빈(프레더릭 코핀)
- 이영달
- 김기현
- 서영애
- 권혁수
- 김순선
- 설영범
- 이종오
- 최상기
- 유해무
- 오혜숙
- 김정신
- 이우신
- 이윤연
- 김강산
- 김영훈
- 성유진
- 이승환